# European Cricket Championship
European Cricket Championship é o campeonato europeu de críquete administrada pelo Conselho Internacional de Críquete e Conselho Europeu de Críquete com 30 nações disputando o campeonato dividido em 5 divisões.

## Campeões

### 1ª Divisão
| Campeões   | Títulos   | Anos             |
| ---------- | --------- | ---------------- |
| Irlanda    | 3 Títulos | 1996,2006 e 2008 |
| Holanda    | 2 Títulos | 1998 e 2000      |
| Inglaterra | 2 Títulos | 2002 e 2004      |

### 2ª Divisão
| Campeões  | Títulos   | Anos        |
| --------- | --------- | ----------- |
| Gibraltar | 2 Títulos | 2000 e 2002 |
| Itália    | 2 Títulos | 1998 e 2004 |
| Noruega   | 1 Título  | 2006        |
| Camisola  | 1 Título  | 2008        |

### 3ª Divisão
| Campeões | Títulos        |
| -------- | -------------- |
| Croácia  | 1 Título(2007) |
| Israel   | 1 Título(2009) |

### 4ª Divisão
| Campeões  | Títulos        |
| --------- | -------------- |
| Finlândia | 1 Título(2006) |
| Chipre    | 1 Título(2009) |

### 5ª Divisão
| Campeões | Títulos        |
| -------- | -------------- |
| Grécia   | 1 Título(2009) |